# Махмуд (астраханский хан)
Махмуд хан (тат. Məxmüt, Мәхмүт)— хан Большой Орды, первый астраханский хан (1459 — 1476), сын Кучук-Мухаммеда.
В 1460-х годах участвовал в борьбе с братом Ахматом за трон Большой Орды. Бежал в Хаджитархан, где и основал независимое ханство. Проводил самостоятельную политику, поддерживал отношения с Большой и Ногайской Ордой, Османской империей. Чеканил монету (в частности, дирхем Махмуда, отчеканенный в Увеке, найден в составе Ай-Васильского клада).

## Альтернативная версия
Пришел к власти после своего отца, видимо, в 1459 году, так как этим годом датированы последние монеты Кичи-Мухаммада. Р. Ю. Почекаев считает, что конфронтации братьев не было, при признании старшинства Махмуда его брат Ахмат владел землями в Поволжье и вёл самостоятельную политику. Махмуд владел южными степями между Днепром и Волгой, в силу такого положения его основным противником было Крымское ханство, правители которого, добившись независимости от Золотой Орды, сами стали претендовать на роль преемников этого царства.
В 1465 году Махмуд собрался в поход на Русь (неизвестно, на Московское княжество, или Литовские земли). При переправе через Дон он был атакован войсками крымского хана Хаджи-Гирея, который нанес Махмуду серьёзное поражение. Махмуд сумел скрыться в Хаджи-Тархане, но многие его подданные признали главенство Хаджи-Гирея, который стал реально претендовать на роль властителя Большой Орды. Однако Хаджи-Гирей скончался, а начавшаяся в Крыму смута позволила Махмуду восстановить своё влияние. Сохранилось его послание от 10 апреля 1466 года к турецкому султану Мехмеду II Фатиху, в котором он предлагает султану мир и дружбу. Махмуд скончался в 1471 году, после чего полнота власти в Большой Орде перешла к его брату Ахмату, но Хаджи-Тарханом владел сын Махмуда Касим бен Махмуд.

## Источник
- Р. Ю. Почекаев Цари ордынские. Санкт-Петербург, «Евразия» 2010 ISBN 978-5-91852-010-9